# Lago Salso
Il lago Salso è uno specchio d'acqua costituito di circa 550 ettari, alimentato dal fiume Cervaro nei pressi di Manfredonia. Il lago si caratterizza per le sue acque dolci, che hanno profondità che arrivano fino al metro e mezzo.
Un tempo l'area era nota come Daunia Risi, per il progetto promosso dall'imprenditore bolognese Gianvittorio Nuccorini, concretizzato solo parzialmente, di trasformarla in risaia, oltre che riserva di caccia. Nel 1999 il Parco Nazionale del Gargano ha recuperato l'area denominandola Oasi Lago Salso, oggi oasi gestita dal WWF Italia.

## Storia
La bonifica, cominciata a fine Ottocento e realizzata soprattutto dagli anni 1930  in poi ad opera del Consorzio di Bonifica della Capitanata, ha comportato modifiche strutturali di tutte le zone umide di Capitanata.

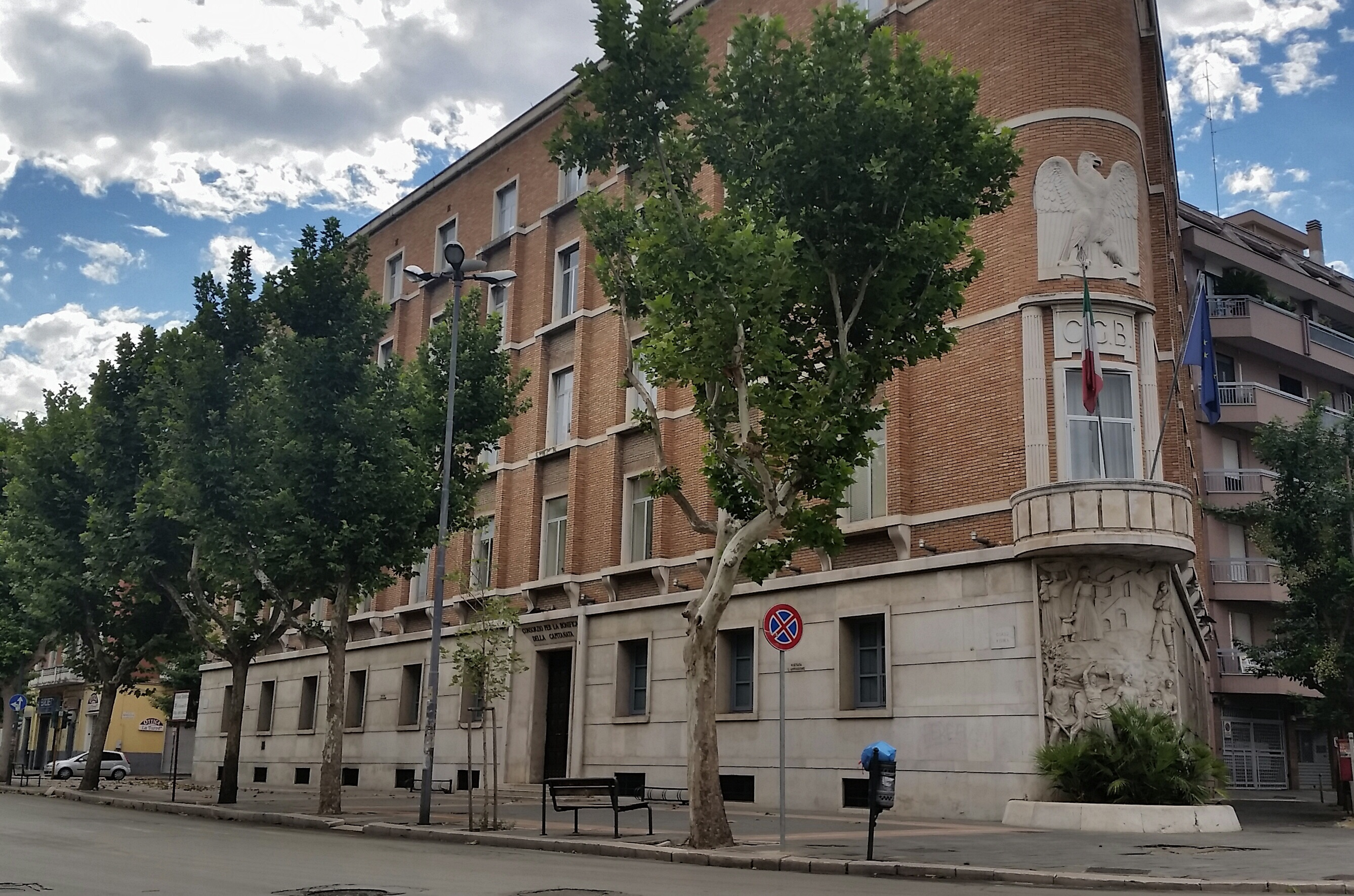
Sede del Consorzio di Bonifica della Capitanata a Foggia, in Corso Roma

Il lago Salso, originariamente vasto circa 4000 ettari, era alimentato dal Cervaro e occasionalmente dalle piene del Candelaro; negli anni 1950 il Consorzio vi costruì le vasche di colmata con i relativi canali.
Verso la metà degli anni 1960 un imprenditore bolognese, Giovanni Vittorio Nuccorini trattò con la Cassa per il Mezzogiorno per proseguire le azioni di bonifica; queste migliorarono le aree ma causarono anche la scomparsa di alcuni ambienti rilevanti dal punto di vista della biodiversità. Tali opere formarono un'area arginata (valle di caccia Daunia Risi) di 541 ettari, che riceve le acque soprattutto dal canale Roncone collegato al torrente Cervaro, mentre il torrente Candelaro divide ad ovest tale area con la palude di Frattarolo, un'altra area umida decisamente più salmastra e solo periodicamente allagata.

## Geografia
La valle è costituite da tre vasche arginate: da ovest verso est troviamo Valle Alta, Valle di Mezzo e Valle Bassa o lago Salso (quest'ultima porzione è più profonda rispetto alle altre due vasche). La profondità media delle acque delle prime due vasche è, infatti, normalmente sotto il metro a seconda del livello stagionale e delle esigenze gestionali, mentre il lago Salso è compreso tra 50 e 150/170 cm.